# Paroecanthus roosevelti
Paroecanthus roosevelti är en insektsart som beskrevs av Rehn, J.A.G. 1917. Paroecanthus roosevelti ingår i släktet Paroecanthus och familjen syrsor. Inga underarter finns listade i Catalogue of Life.